# کلاراویل (کالیفرنیا)
کلاراویل (به انگلیسی: Claraville) یک منطقهٔ مسکونی در ایالات متحده آمریکا است که در شهرستان کرن، کالیفرنیا واقع شده‌است. کلاراویل ۱٬۹۲۱ متر بالاتر از سطح دریا واقع شده‌است.